# International Union of Food, Agricultural, Hotel, Restaurant, Catering, Tobacco and Allied Workers' Association
L'International Union of Food, Agricultural, Hotel, Restaurant, Catering, Tobacco and Allied Workers' Association (IUF-UITA-IUL), in italiano Unione internazionale lavoratori dell'alimentazione, dell'agricoltura, del turismo, del tabacco e delle industrie connesse (UITA), è una confederazione sindacale che raggruppa i sindacati continentali, nazionali o regionali che rappresentano i lavoratori dei settori agricoli, turistici, alimentari e similari.
La UITA è a sua volta federata alla Confederazione sindacale internazionale (CSI).